# Doraemon: Nobita và binh đoàn người sắt
Doraemon: Nobita và binh đoàn người sắt (ドラえもん のび太と鉄人兵団 Doraemon: Nobita to Tetsujin heidan) là phim khoa học viễn tưởng 1986 của đạo diễn Shibayama Tsutomu. truyện được tác giả Fujiko F. Fujio đăng trên tạp chí CoroCoro Comic từ tháng 8 năm 1985 đến tháng 1 năm 1986. Tiếp theo các chương truyện được nhà xuất bản Shogakukan tập hợp lại thành một cuốn truyện hoàn chỉnh. Nhà xuất bản Kim Đồng cũng mua bản quyền truyện và phát hành với tên trước đây là Cuộc xâm lăng của binh đoàn robot . Thể loại: hành động, phiêu lưu, hài hước, khoa học viễn tưởng. Câu chuyện kể về cuộc chiến chống âm mưu thôn tính Trái Đất của binh đoàn người máy đến từ một hành tinh anh em với Trái Đất khác do Thượng đế tạo ra ngoài vũ trụ. Sau đó bộ truyện được đạo diễn Shibayama Tsutomu chuyển thể thành phim, là tác phẩm thứ 7 trong loạt truyện và phim dài Doraemon và được công chiếu vào ngày 15 tháng 3 năm 1986. Cuối cùng phim được Toho phân phối tại Nhật dưới định dạng băng VHS và DVD trong khi tại Việt Nam, phim được Công ty điện ảnh Thành phố Hồ Chí Minh phát hành và thuyết minh tiếng Việt từ bản lồng tiếng Trung với tên gọi Binh đoàn người máy dưới định dạng băng VHS và VCD. Ca khúc mở đầu phim là "Doraemon no Uta" (ドラえもんのうた, dịch nghĩa Bài hát về Doraemon) và ca khúc kết thúc là "Watashi ga Fushigi" (わたしが不思議, dịch nghĩa Tôi chính là điều kỳ diệu) do Ōsugi Kumiko trình bày.

## Nội dung

Bìa truyện Nobita và binh đoàn người sắt

Câu chuyện được bắt đầu với việc Suneo khoe khoang về con robot Miklos khiến Nobita cảm thấy ganh tị. Tình cờ, Nobita nhận được con robot Zanda Klos bí ẩn cùng quả cầu - bộ não của Zanda Klos, cậu ta và Doraemon lắp ráp hoàn chỉnh và đặt trong Thế giới gương soi - Một thế giới ảo không có người. Họ rủ thêm Shizuka cùng chơi với con rôbôt ấy và phát hiện ra khả năng đặc biệt của nó nên hứa với nhau sẽ giữ im lặng. Thế nhưng Nobita đã tiết lộ điều ấy với Riruru - chủ nhân của Jud', tức là Zanda Klos, và cô ta bảo cậu ta phải giữ bí mật. Với những bí ẩn về bọn rôbôt, Nobita đã tiết lộ cho Doraemon tất cả. Họ phát hiện ra âm mưu thôn tính Địa cầu của bọn rôbôt và bị truy sát. Cả hai báo cho những người lớn nhưng không ai tin. Họ báo cho Suneo và Jaian rồi cùng nhau cải tạo quả cầu nọ. Tất cả xuống Thế giới gương soi và cùng Jud phá hủy căn cứ rôbôt. Tuy bị toán rôbôt chống trả nhưng với vũ khí của mình họ đã làm chủ được tình hình và lập kế hoạch lừa bọn robot từ hành tinh Mecatopia xuống Thế giới gương soi.
Trong lúc ấy, Shizuka cũng tìm đường đến Thế giới gương soi và đưa Riruru trong đống đổ nát đang thương nặng về nhà (cũng trong thế giới này) chăm sóc và báo cho các bạn biết. Riruru bảo loài người là hạ đẳng phải chịu làm nô lệ cho robot và đó là ý muốn của Thượng đế, sau đó cô ta đã bỏ trốn. Bọn robot bị lừa sang tấn công thế giới ảo bắt gặp Riruru. Cảm động trước tấm lòng của loài người, cô ta đã khuyên tên rôbôt chỉ huy dừng kế hoạch phi nghĩa này và Riruru đã bị bắt giam. Thế nhưng Doraemon và Nobita đã cứu cô ta.
Bọn robot phát hiện ra kế hoạch của nhóm Doraemon nên tìm đường quay lại thế giới thực. Nhóm Doraemon đã phục kích và chiến đấu không cho chúng đến thế giới thực. Trong lúc ấy Shizuka nảy ra ý định cùng Ruriruri trở về quá khứ gặp người chế tạo ra Amu và Emu - những cư dân rôbôt đầu tiên ở hành tinh Mecatopia. Biết được sai lầm trong tương lai của mình, ông đã cấy Tế bào nhân ái thay vì Bản năng cạnh tranh cho những cư dân ấy. Nhưng ông đã quá kiệt sức và được Riruru giúp đỡ. Khi nhóm Doraemon gần như thất bại do số lượng rôbot quá đông thì bọn rôbôt biến mất, Riruru cũng tan biến theo. Khi Nobita chợt thấy hình bóng của Riruru lướt qua cũng chính là lúc câu chuyện kết thúc.

## Phân vai
| Nhân vật      | Diễn viên lồng tiếng |
| ------------- | -------------------- |
| Doraemon      | Ōyama Nobuyo         |
| Nobita        | Ohara Noriko         |
| Shizuka       | Nomura Michiko       |
| Suneo         | Kimotsuki Kaneta     |
| Jaian         | Tatekabe Kazuya      |
| Mẹ Nobita     | Chijimatsu Sachiko   |
| Ba Nobita     | Kato Masayuki        |
| Mẹ Jaian      | Aoki Kazuyo          |
| Thầy giáo     | Tanaka Ryouichi      |
| Mẹ Suneo      | Ohtori Yoshino       |
| Riruru        | Yamamoto Yuriko      |
| Tiến sĩ       | Kumakura Kazuo       |
| Bộ não Judo   | Kato Osamu           |
| Robot chỉ huy | Tanaka Yasuroo       |
| Mikurosu      | Mitsuya Yuji         |

## Sản xuất
Bộ phim là sản phẩm của:
- Hãng hoạt hình Shinei (Shinei Animation)
- Nhà xuất bản Shogakukan.
- Hãng truyền hình Asahi.

## Phim 2011
Một phiên bản làm lại của bộ phim với nhiều thay đổi về mặt nội dung mang tên Tân Nobita và binh đoàn người sắt - Đôi cánh Thiên thần, được phát hành năm 2011.